# Stanisław Suwała
Stanisław Suwała (ur. 7 maja 1914 w Sancygniowie, zm. 31 października 1992 w Paryżu), polski duchowny katolicki, pallotyn, superior Regii Miłosierdzia Bożego Stowarzyszenia Apostolstwa Katolickiego.
Egzamin dojrzałości złożył w Collegium Marianum w Wadowicach na Kopcu, nowicjat pallotyński odbył w Sucharach, pierwszą profesję złożył w sierpniu 1934. Studiował filozofię w Ołtarzewie, a teologię na Uniwersytecie Gregoriańskim w Rzymie. Tam też przyjął święcenia kapłańskie 16 czerwca 1940. 
W latach wojny pozostawał w Rzymie i, wspólnie m.in. z innym polskim pallotynem ks. Wojciechem Turowskim, działał w organizacji pomagającej emigrantom i uchodźcom politycznym Associatio Sancti Raphaelis (Dzieło św. Rafała). Opiekował się przebywającymi we Włoszech polskimi uchodźcami, w tym uciekinierami z wojska niemieckiego i Organizacji Todt. W ramach swoich działań wyszukiwał mieszkania dla Polaków, zapewniał żywność, ułatwiał naukę, kursy, a także formalności przedmałżeńskie wobec ograniczeń ze strony władz włoskich. Dla polskich chłopców w Rzymie zorganizował kolegium, gdzie uczono polskiego, włoskiego, matematyki i innych przedmiotów, a wśród osobistości wspierających placówkę znalazł się ks. Giovanni Battista Montini, przyszły papież Paweł VI. Ks. Suwała ułatwiał wyjazdy Polaków do Wielkiej Brytanii w celu zaciągnięcia się do polskich sił zbrojnych, załatwiając wizy i środki finansowe. Wspólnie z włoskim pallotynem Giancarlo Centioni oraz hrabiną Potocką otoczył też opieką tzw. inżynierów ze Splitu - grupę przedstawicieli inteligencji polskiej, którzy nie zdążyli się ewakuować ze Splitu na pokładzie brytyjskiego okrętu podwodnego. Po wyzwoleniu Rzymu przez aliantów (4 czerwca 1944) ks. Suwała, w odpowiedzi na apel biskupa polowego Józefa Gawliny, zgłosił się ochotniczo do armii generała Andersa i został kapelanem 2 Batalionu Strzelców Karpackich.
Zdemobilizowany w sierpniu 1946, został członkiem nowo utworzonej pallotyńskiej Regii Francuskiej Miłosierdzia Bożego. Pracował jako mistrz nowicjatu w Chevilly koło Orleanu. Od 1950 był osobistym sekretarzem ks. Turowskiego, który został pierwszym Polakiem na stanowisku generała Stowarzyszenia. Pełnił także funkcję rektora kolegium międzynarodowego w Castel Gandolfo. W 1965 objął polskie probostwo personalne w Oignies.
W latach 1966–1972 pełnił funkcję przełożonego (superiora) Regii Miłosierdzia Bożego. Po zakończeniu pracy na tym stanowisku pełnił w Regii inne funkcje. Zmarł w październiku 1992, pochowany został w podparyskim Osny.
We Francji wydał kilka publikacji, poświęconych pracy Stowarzyszenia, a także wspomnieniowych: Pamiętnik, Pomoc charytatywno-religijna, Pomoc dla współbraci Polskiej Prowincji 1939-1945, Pro Memoria, Z pożółkłych kartek 1940-1945, Nuncjatura Apostolska przy rządzie włoskim a moja działalność dla Polaków w Rzymie 1939-1945, Karpatczycy w akcji ("Nasza Rodzina", 1975, nr 5); ponadto Wspomnienia ks. Suwały ukazały się w 1971 w Ołtarzewie. Był odznaczony m.in. Złotym Krzyżem Zasługi przez Prezydenta RP na Uchodżstwie.